# Filemon sępiogłowy
Filemon sępiogłowy (Philemon corniculatus) – gatunek średniej wielkości ptaka z rodziny miodojadów (Meliphagidae). Występuje na obszarze Nowej Gwinei i we wschodniej Australii. Jest jednym z kilku gatunków ptaków zaliczanych do rodzaju Philemon, których głowy są pozbawione piór. Upierzenie jest koloru brązowoszarego. Zwierzę ma rzucającą się w oczy wypukłość na czarnej głowie. Żywi się owadami i nektarem.

## Taksonomia
Filemon sępiogłowy został opisany przez ornitologa Johna Lathama w roku 1790. Jego epitet gatunkowy wywodzi się od łacińskiego słowa corniculum, które oznacza „(mający) mały róg”. Natomiast ludy Eora i Darug nazywały ptaka wirgan.
Jako najbliższego krewnego gatunku badania molekularne wskazują filemona sędziwego, zaliczanego do tego samego rodzaju. Na podstawie analizy DNA filemona sępiogłowego wykazano, że jest spokrewniony z rodzinami lamparcików (Pardalotidae), buszówkowatych (Acanthizidae) i chwostek (Maluridae), należącymi do nadrodziny Meliphagoidea.

### Podgatunki
Wyróżnia się dwa podgatunki P. corniculatus:
- P. c. corniculatus (Latham, 1790) – południowo-środkowa Nowa Gwinea i północno-wschodnia Australia
- P. c. monachus (Latham, 1801) – wschodnia i południowo-wschodnia Australia

## Charakterystyka
Długość ciała filemona sępiogłowego wynosi 31–36 cm. Barwa jego piór w górnych partiach ciała jest matowo bura, w dolnej części bledsza, brązowo-szara. Czarna głowa ptaka jest całkowicie pozbawiona piór, pomijając kępki powyżej gardła i wzdłuż brwi. Może być rozpoznawany przez swoje zaokrąglone wybrzuszenie umiejscowione na dziobie, które jest widoczne z dużej odległości. Ma ciemne, niebieskoczarne nogi i czerwone oczy.
Polska nazwa zwyczajowa nawiązuje do podrodziny sępów, której członkowie także charakteryzują się nagą głową.

## Rozmieszczenie i środowisko
Naturalny obszar występowania filemona sępiogłowego znajduje się w sąsiedztwie Lakes Entrance i Murray w Victorii, na północ od Nowej Południowej Walii i Queensland, po półwysep Jork oraz na Nowej Gwinei.

## Zachowanie
W południowych częściach wschodniej Australii gatunek jest wędrowny, na zimę przenosi się na północ i wraca na wiosnę na południe. Możliwe jest występowanie dużych skupisk filemonów sępiogłowych, często razem z filemonami białoszyimi. Taka gromada ptaków, zwłaszcza przy ustawicznym gdakaniu i ćwierkaniu filemonów sępiogłowych, może napełniać hałasem cały las. Ptaki pokrzykują, by poinformować inne osobniki o położeniu swego indywidualnego terytorium, na którym szukają pożywienia, i odstraszyć je od niego. Ich dieta składa się z nektaru, owadów i owoców. Spożywanie owoców uprawnych, takich jak winogrona czy jagody może doprowadzić do bezpośredniego konfliktu pomiędzy filemonami sępiogłowymi a ludźmi, którzy mogą uważać je za szkodniki.

### Rozmnażanie

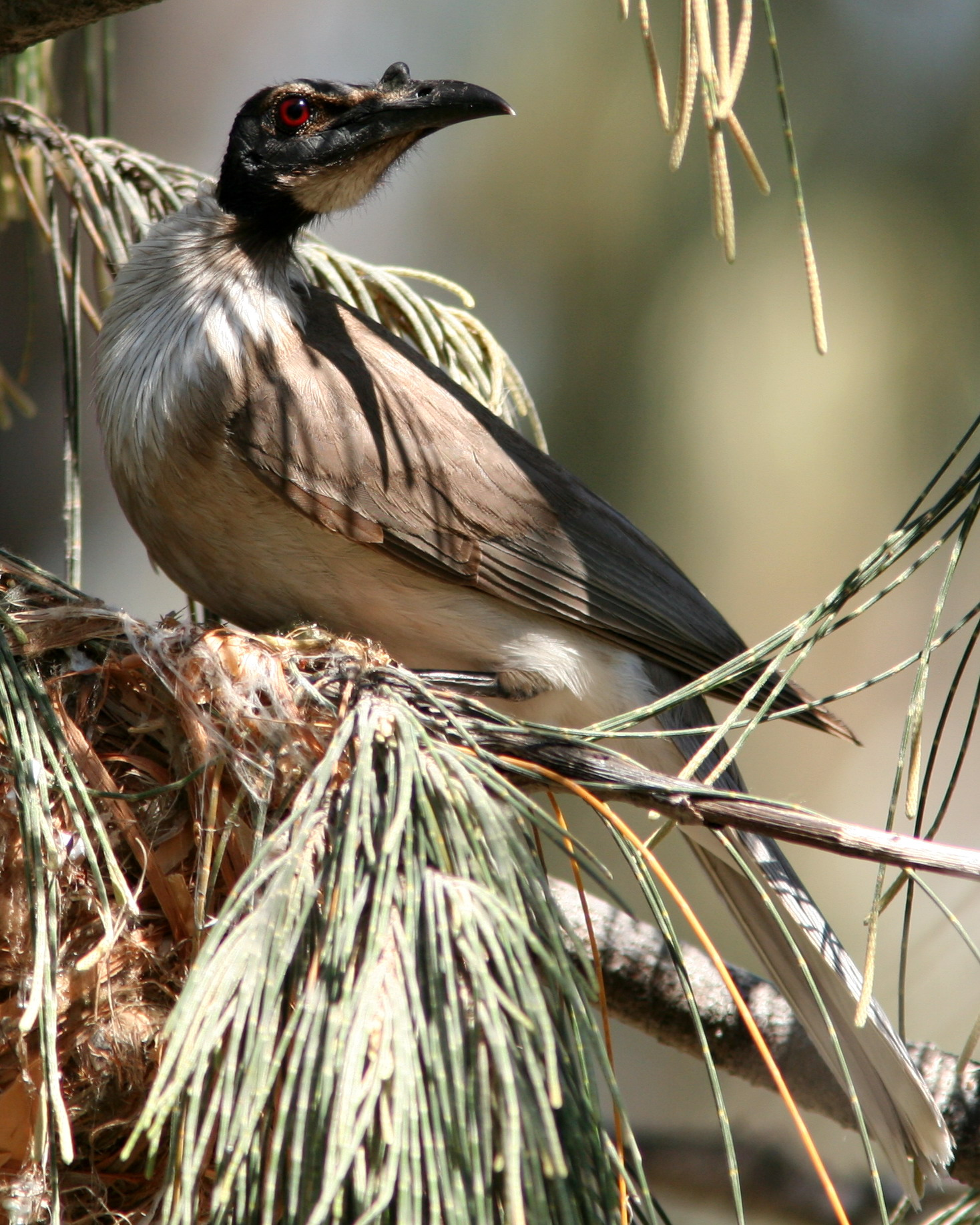
Na gnieździe

Sezon rozrodczy może następować od lipca do stycznia. W tym czasie ma miejsce jeden lub dwa lęgi. Gniazdo jest duże i głębokie, kształtem przypomina filiżankę z wywiniętym brzegiem. Zrobione jest z kory i mniejszych gałązek, ulokowane na poziomej gałęzi, od jednego do trzech metrów ponad powierzchnią ziemi, zazwyczaj dobrze ukryte. Ptaki składają od dwóch do czterech (rzadziej pięciu) jaj o wymiarach 22 x 33 mm.

## Status
IUCN uznaje filemona sępiogłowego za gatunek najmniejszej troski (LC, Least Concern) nieprzerwanie od 1988 roku. Liczebność populacji nie została oszacowana, ale ptak ten opisywany jest jako dość pospolity do bardzo pospolitego. Trend liczebności populacji uznawany jest za stabilny.